# Варшавська тема
Варша́вська те́ма — тема в шаховій композиції. Суть теми — в механізмі чорної корекції тематичною чорною фігурою є ферзь.

## Історія
Ідею запропонували в першій половині ХХ століття польські шахові композитори.
В рішенні задачі є варіанти захисту чорних, де є байдужий хід і точний (коригувальний), тобто гра проходить у механізмі чорної корекції, але тематичною фігурою є ферзь чорних.
Ідея дістала назву від географічного проживання шахових композиторів, які активно розробляли цей задум — варшавська тема.
|   | a | b | c | d | e | f | g | h |   |
| 8 | a6 чорний пішак · d6 чорний король · e6 чорний пішак · a5 білий ферзь · g5 чорний слон · c4 чорний король · d4 чорний пішак · e4 білий слон · g4 білий кінь · h3 чорна тура · a2 білий пішак · e2 білий пішак · a1 білий король · b1 білий кінь | a6 чорний пішак · d6 чорний король · e6 чорний пішак · a5 білий ферзь · g5 чорний слон · c4 чорний король · d4 чорний пішак · e4 білий слон · g4 білий кінь · h3 чорна тура · a2 білий пішак · e2 білий пішак · a1 білий король · b1 білий кінь | a6 чорний пішак · d6 чорний король · e6 чорний пішак · a5 білий ферзь · g5 чорний слон · c4 чорний король · d4 чорний пішак · e4 білий слон · g4 білий кінь · h3 чорна тура · a2 білий пішак · e2 білий пішак · a1 білий король · b1 білий кінь | a6 чорний пішак · d6 чорний король · e6 чорний пішак · a5 білий ферзь · g5 чорний слон · c4 чорний король · d4 чорний пішак · e4 білий слон · g4 білий кінь · h3 чорна тура · a2 білий пішак · e2 білий пішак · a1 білий король · b1 білий кінь | a6 чорний пішак · d6 чорний король · e6 чорний пішак · a5 білий ферзь · g5 чорний слон · c4 чорний король · d4 чорний пішак · e4 білий слон · g4 білий кінь · h3 чорна тура · a2 білий пішак · e2 білий пішак · a1 білий король · b1 білий кінь | a6 чорний пішак · d6 чорний король · e6 чорний пішак · a5 білий ферзь · g5 чорний слон · c4 чорний король · d4 чорний пішак · e4 білий слон · g4 білий кінь · h3 чорна тура · a2 білий пішак · e2 білий пішак · a1 білий король · b1 білий кінь | a6 чорний пішак · d6 чорний король · e6 чорний пішак · a5 білий ферзь · g5 чорний слон · c4 чорний король · d4 чорний пішак · e4 білий слон · g4 білий кінь · h3 чорна тура · a2 білий пішак · e2 білий пішак · a1 білий король · b1 білий кінь | a6 чорний пішак · d6 чорний король · e6 чорний пішак · a5 білий ферзь · g5 чорний слон · c4 чорний король · d4 чорний пішак · e4 білий слон · g4 білий кінь · h3 чорна тура · a2 білий пішак · e2 білий пішак · a1 білий король · b1 білий кінь | 8 |
| 7 | a6 чорний пішак · d6 чорний король · e6 чорний пішак · a5 білий ферзь · g5 чорний слон · c4 чорний король · d4 чорний пішак · e4 білий слон · g4 білий кінь · h3 чорна тура · a2 білий пішак · e2 білий пішак · a1 білий король · b1 білий кінь | a6 чорний пішак · d6 чорний король · e6 чорний пішак · a5 білий ферзь · g5 чорний слон · c4 чорний король · d4 чорний пішак · e4 білий слон · g4 білий кінь · h3 чорна тура · a2 білий пішак · e2 білий пішак · a1 білий король · b1 білий кінь | a6 чорний пішак · d6 чорний король · e6 чорний пішак · a5 білий ферзь · g5 чорний слон · c4 чорний король · d4 чорний пішак · e4 білий слон · g4 білий кінь · h3 чорна тура · a2 білий пішак · e2 білий пішак · a1 білий король · b1 білий кінь | a6 чорний пішак · d6 чорний король · e6 чорний пішак · a5 білий ферзь · g5 чорний слон · c4 чорний король · d4 чорний пішак · e4 білий слон · g4 білий кінь · h3 чорна тура · a2 білий пішак · e2 білий пішак · a1 білий король · b1 білий кінь | a6 чорний пішак · d6 чорний король · e6 чорний пішак · a5 білий ферзь · g5 чорний слон · c4 чорний король · d4 чорний пішак · e4 білий слон · g4 білий кінь · h3 чорна тура · a2 білий пішак · e2 білий пішак · a1 білий король · b1 білий кінь | a6 чорний пішак · d6 чорний король · e6 чорний пішак · a5 білий ферзь · g5 чорний слон · c4 чорний король · d4 чорний пішак · e4 білий слон · g4 білий кінь · h3 чорна тура · a2 білий пішак · e2 білий пішак · a1 білий король · b1 білий кінь | a6 чорний пішак · d6 чорний король · e6 чорний пішак · a5 білий ферзь · g5 чорний слон · c4 чорний король · d4 чорний пішак · e4 білий слон · g4 білий кінь · h3 чорна тура · a2 білий пішак · e2 білий пішак · a1 білий король · b1 білий кінь | a6 чорний пішак · d6 чорний король · e6 чорний пішак · a5 білий ферзь · g5 чорний слон · c4 чорний король · d4 чорний пішак · e4 білий слон · g4 білий кінь · h3 чорна тура · a2 білий пішак · e2 білий пішак · a1 білий король · b1 білий кінь | 7 |
| 6 | a6 чорний пішак · d6 чорний король · e6 чорний пішак · a5 білий ферзь · g5 чорний слон · c4 чорний король · d4 чорний пішак · e4 білий слон · g4 білий кінь · h3 чорна тура · a2 білий пішак · e2 білий пішак · a1 білий король · b1 білий кінь | a6 чорний пішак · d6 чорний король · e6 чорний пішак · a5 білий ферзь · g5 чорний слон · c4 чорний король · d4 чорний пішак · e4 білий слон · g4 білий кінь · h3 чорна тура · a2 білий пішак · e2 білий пішак · a1 білий король · b1 білий кінь | a6 чорний пішак · d6 чорний король · e6 чорний пішак · a5 білий ферзь · g5 чорний слон · c4 чорний король · d4 чорний пішак · e4 білий слон · g4 білий кінь · h3 чорна тура · a2 білий пішак · e2 білий пішак · a1 білий король · b1 білий кінь | a6 чорний пішак · d6 чорний король · e6 чорний пішак · a5 білий ферзь · g5 чорний слон · c4 чорний король · d4 чорний пішак · e4 білий слон · g4 білий кінь · h3 чорна тура · a2 білий пішак · e2 білий пішак · a1 білий король · b1 білий кінь | a6 чорний пішак · d6 чорний король · e6 чорний пішак · a5 білий ферзь · g5 чорний слон · c4 чорний король · d4 чорний пішак · e4 білий слон · g4 білий кінь · h3 чорна тура · a2 білий пішак · e2 білий пішак · a1 білий король · b1 білий кінь | a6 чорний пішак · d6 чорний король · e6 чорний пішак · a5 білий ферзь · g5 чорний слон · c4 чорний король · d4 чорний пішак · e4 білий слон · g4 білий кінь · h3 чорна тура · a2 білий пішак · e2 білий пішак · a1 білий король · b1 білий кінь | a6 чорний пішак · d6 чорний король · e6 чорний пішак · a5 білий ферзь · g5 чорний слон · c4 чорний король · d4 чорний пішак · e4 білий слон · g4 білий кінь · h3 чорна тура · a2 білий пішак · e2 білий пішак · a1 білий король · b1 білий кінь | a6 чорний пішак · d6 чорний король · e6 чорний пішак · a5 білий ферзь · g5 чорний слон · c4 чорний король · d4 чорний пішак · e4 білий слон · g4 білий кінь · h3 чорна тура · a2 білий пішак · e2 білий пішак · a1 білий король · b1 білий кінь | 6 |
| 5 | a6 чорний пішак · d6 чорний король · e6 чорний пішак · a5 білий ферзь · g5 чорний слон · c4 чорний король · d4 чорний пішак · e4 білий слон · g4 білий кінь · h3 чорна тура · a2 білий пішак · e2 білий пішак · a1 білий король · b1 білий кінь | a6 чорний пішак · d6 чорний король · e6 чорний пішак · a5 білий ферзь · g5 чорний слон · c4 чорний король · d4 чорний пішак · e4 білий слон · g4 білий кінь · h3 чорна тура · a2 білий пішак · e2 білий пішак · a1 білий король · b1 білий кінь | a6 чорний пішак · d6 чорний король · e6 чорний пішак · a5 білий ферзь · g5 чорний слон · c4 чорний король · d4 чорний пішак · e4 білий слон · g4 білий кінь · h3 чорна тура · a2 білий пішак · e2 білий пішак · a1 білий король · b1 білий кінь | a6 чорний пішак · d6 чорний король · e6 чорний пішак · a5 білий ферзь · g5 чорний слон · c4 чорний король · d4 чорний пішак · e4 білий слон · g4 білий кінь · h3 чорна тура · a2 білий пішак · e2 білий пішак · a1 білий король · b1 білий кінь | a6 чорний пішак · d6 чорний король · e6 чорний пішак · a5 білий ферзь · g5 чорний слон · c4 чорний король · d4 чорний пішак · e4 білий слон · g4 білий кінь · h3 чорна тура · a2 білий пішак · e2 білий пішак · a1 білий король · b1 білий кінь | a6 чорний пішак · d6 чорний король · e6 чорний пішак · a5 білий ферзь · g5 чорний слон · c4 чорний король · d4 чорний пішак · e4 білий слон · g4 білий кінь · h3 чорна тура · a2 білий пішак · e2 білий пішак · a1 білий король · b1 білий кінь | a6 чорний пішак · d6 чорний король · e6 чорний пішак · a5 білий ферзь · g5 чорний слон · c4 чорний король · d4 чорний пішак · e4 білий слон · g4 білий кінь · h3 чорна тура · a2 білий пішак · e2 білий пішак · a1 білий король · b1 білий кінь | a6 чорний пішак · d6 чорний король · e6 чорний пішак · a5 білий ферзь · g5 чорний слон · c4 чорний король · d4 чорний пішак · e4 білий слон · g4 білий кінь · h3 чорна тура · a2 білий пішак · e2 білий пішак · a1 білий король · b1 білий кінь | 5 |
| 4 | a6 чорний пішак · d6 чорний король · e6 чорний пішак · a5 білий ферзь · g5 чорний слон · c4 чорний король · d4 чорний пішак · e4 білий слон · g4 білий кінь · h3 чорна тура · a2 білий пішак · e2 білий пішак · a1 білий король · b1 білий кінь | a6 чорний пішак · d6 чорний король · e6 чорний пішак · a5 білий ферзь · g5 чорний слон · c4 чорний король · d4 чорний пішак · e4 білий слон · g4 білий кінь · h3 чорна тура · a2 білий пішак · e2 білий пішак · a1 білий король · b1 білий кінь | a6 чорний пішак · d6 чорний король · e6 чорний пішак · a5 білий ферзь · g5 чорний слон · c4 чорний король · d4 чорний пішак · e4 білий слон · g4 білий кінь · h3 чорна тура · a2 білий пішак · e2 білий пішак · a1 білий король · b1 білий кінь | a6 чорний пішак · d6 чорний король · e6 чорний пішак · a5 білий ферзь · g5 чорний слон · c4 чорний король · d4 чорний пішак · e4 білий слон · g4 білий кінь · h3 чорна тура · a2 білий пішак · e2 білий пішак · a1 білий король · b1 білий кінь | a6 чорний пішак · d6 чорний король · e6 чорний пішак · a5 білий ферзь · g5 чорний слон · c4 чорний король · d4 чорний пішак · e4 білий слон · g4 білий кінь · h3 чорна тура · a2 білий пішак · e2 білий пішак · a1 білий король · b1 білий кінь | a6 чорний пішак · d6 чорний король · e6 чорний пішак · a5 білий ферзь · g5 чорний слон · c4 чорний король · d4 чорний пішак · e4 білий слон · g4 білий кінь · h3 чорна тура · a2 білий пішак · e2 білий пішак · a1 білий король · b1 білий кінь | a6 чорний пішак · d6 чорний король · e6 чорний пішак · a5 білий ферзь · g5 чорний слон · c4 чорний король · d4 чорний пішак · e4 білий слон · g4 білий кінь · h3 чорна тура · a2 білий пішак · e2 білий пішак · a1 білий король · b1 білий кінь | a6 чорний пішак · d6 чорний король · e6 чорний пішак · a5 білий ферзь · g5 чорний слон · c4 чорний король · d4 чорний пішак · e4 білий слон · g4 білий кінь · h3 чорна тура · a2 білий пішак · e2 білий пішак · a1 білий король · b1 білий кінь | 4 |
| 3 | a6 чорний пішак · d6 чорний король · e6 чорний пішак · a5 білий ферзь · g5 чорний слон · c4 чорний король · d4 чорний пішак · e4 білий слон · g4 білий кінь · h3 чорна тура · a2 білий пішак · e2 білий пішак · a1 білий король · b1 білий кінь | a6 чорний пішак · d6 чорний король · e6 чорний пішак · a5 білий ферзь · g5 чорний слон · c4 чорний король · d4 чорний пішак · e4 білий слон · g4 білий кінь · h3 чорна тура · a2 білий пішак · e2 білий пішак · a1 білий король · b1 білий кінь | a6 чорний пішак · d6 чорний король · e6 чорний пішак · a5 білий ферзь · g5 чорний слон · c4 чорний король · d4 чорний пішак · e4 білий слон · g4 білий кінь · h3 чорна тура · a2 білий пішак · e2 білий пішак · a1 білий король · b1 білий кінь | a6 чорний пішак · d6 чорний король · e6 чорний пішак · a5 білий ферзь · g5 чорний слон · c4 чорний король · d4 чорний пішак · e4 білий слон · g4 білий кінь · h3 чорна тура · a2 білий пішак · e2 білий пішак · a1 білий король · b1 білий кінь | a6 чорний пішак · d6 чорний король · e6 чорний пішак · a5 білий ферзь · g5 чорний слон · c4 чорний король · d4 чорний пішак · e4 білий слон · g4 білий кінь · h3 чорна тура · a2 білий пішак · e2 білий пішак · a1 білий король · b1 білий кінь | a6 чорний пішак · d6 чорний король · e6 чорний пішак · a5 білий ферзь · g5 чорний слон · c4 чорний король · d4 чорний пішак · e4 білий слон · g4 білий кінь · h3 чорна тура · a2 білий пішак · e2 білий пішак · a1 білий король · b1 білий кінь | a6 чорний пішак · d6 чорний король · e6 чорний пішак · a5 білий ферзь · g5 чорний слон · c4 чорний король · d4 чорний пішак · e4 білий слон · g4 білий кінь · h3 чорна тура · a2 білий пішак · e2 білий пішак · a1 білий король · b1 білий кінь | a6 чорний пішак · d6 чорний король · e6 чорний пішак · a5 білий ферзь · g5 чорний слон · c4 чорний король · d4 чорний пішак · e4 білий слон · g4 білий кінь · h3 чорна тура · a2 білий пішак · e2 білий пішак · a1 білий король · b1 білий кінь | 3 |
| 2 | a6 чорний пішак · d6 чорний король · e6 чорний пішак · a5 білий ферзь · g5 чорний слон · c4 чорний король · d4 чорний пішак · e4 білий слон · g4 білий кінь · h3 чорна тура · a2 білий пішак · e2 білий пішак · a1 білий король · b1 білий кінь | a6 чорний пішак · d6 чорний король · e6 чорний пішак · a5 білий ферзь · g5 чорний слон · c4 чорний король · d4 чорний пішак · e4 білий слон · g4 білий кінь · h3 чорна тура · a2 білий пішак · e2 білий пішак · a1 білий король · b1 білий кінь | a6 чорний пішак · d6 чорний король · e6 чорний пішак · a5 білий ферзь · g5 чорний слон · c4 чорний король · d4 чорний пішак · e4 білий слон · g4 білий кінь · h3 чорна тура · a2 білий пішак · e2 білий пішак · a1 білий король · b1 білий кінь | a6 чорний пішак · d6 чорний король · e6 чорний пішак · a5 білий ферзь · g5 чорний слон · c4 чорний король · d4 чорний пішак · e4 білий слон · g4 білий кінь · h3 чорна тура · a2 білий пішак · e2 білий пішак · a1 білий король · b1 білий кінь | a6 чорний пішак · d6 чорний король · e6 чорний пішак · a5 білий ферзь · g5 чорний слон · c4 чорний король · d4 чорний пішак · e4 білий слон · g4 білий кінь · h3 чорна тура · a2 білий пішак · e2 білий пішак · a1 білий король · b1 білий кінь | a6 чорний пішак · d6 чорний король · e6 чорний пішак · a5 білий ферзь · g5 чорний слон · c4 чорний король · d4 чорний пішак · e4 білий слон · g4 білий кінь · h3 чорна тура · a2 білий пішак · e2 білий пішак · a1 білий король · b1 білий кінь | a6 чорний пішак · d6 чорний король · e6 чорний пішак · a5 білий ферзь · g5 чорний слон · c4 чорний король · d4 чорний пішак · e4 білий слон · g4 білий кінь · h3 чорна тура · a2 білий пішак · e2 білий пішак · a1 білий король · b1 білий кінь | a6 чорний пішак · d6 чорний король · e6 чорний пішак · a5 білий ферзь · g5 чорний слон · c4 чорний король · d4 чорний пішак · e4 білий слон · g4 білий кінь · h3 чорна тура · a2 білий пішак · e2 білий пішак · a1 білий король · b1 білий кінь | 2 |
| 1 | a6 чорний пішак · d6 чорний король · e6 чорний пішак · a5 білий ферзь · g5 чорний слон · c4 чорний король · d4 чорний пішак · e4 білий слон · g4 білий кінь · h3 чорна тура · a2 білий пішак · e2 білий пішак · a1 білий король · b1 білий кінь | a6 чорний пішак · d6 чорний король · e6 чорний пішак · a5 білий ферзь · g5 чорний слон · c4 чорний король · d4 чорний пішак · e4 білий слон · g4 білий кінь · h3 чорна тура · a2 білий пішак · e2 білий пішак · a1 білий король · b1 білий кінь | a6 чорний пішак · d6 чорний король · e6 чорний пішак · a5 білий ферзь · g5 чорний слон · c4 чорний король · d4 чорний пішак · e4 білий слон · g4 білий кінь · h3 чорна тура · a2 білий пішак · e2 білий пішак · a1 білий король · b1 білий кінь | a6 чорний пішак · d6 чорний король · e6 чорний пішак · a5 білий ферзь · g5 чорний слон · c4 чорний король · d4 чорний пішак · e4 білий слон · g4 білий кінь · h3 чорна тура · a2 білий пішак · e2 білий пішак · a1 білий король · b1 білий кінь | a6 чорний пішак · d6 чорний король · e6 чорний пішак · a5 білий ферзь · g5 чорний слон · c4 чорний король · d4 чорний пішак · e4 білий слон · g4 білий кінь · h3 чорна тура · a2 білий пішак · e2 білий пішак · a1 білий король · b1 білий кінь | a6 чорний пішак · d6 чорний король · e6 чорний пішак · a5 білий ферзь · g5 чорний слон · c4 чорний король · d4 чорний пішак · e4 білий слон · g4 білий кінь · h3 чорна тура · a2 білий пішак · e2 білий пішак · a1 білий король · b1 білий кінь | a6 чорний пішак · d6 чорний король · e6 чорний пішак · a5 білий ферзь · g5 чорний слон · c4 чорний король · d4 чорний пішак · e4 білий слон · g4 білий кінь · h3 чорна тура · a2 білий пішак · e2 білий пішак · a1 білий король · b1 білий кінь | a6 чорний пішак · d6 чорний король · e6 чорний пішак · a5 білий ферзь · g5 чорний слон · c4 чорний король · d4 чорний пішак · e4 білий слон · g4 білий кінь · h3 чорна тура · a2 білий пішак · e2 білий пішак · a1 білий король · b1 білий кінь | 1 |
|   | a | b | c | d | e | f | g | h |   |

FEN: 8/8/p2kp3/Q5b1/2kpB1N1/7r/P3P3/KN6
1. Bc6! ~ 2. Qa6 Kc5 3. Qb5#
1. ... Q~ 2. Se3 Rxe3 3. Sd2#
            2. ... Bxe3 3. Sa3#
1. ... Qf4! 2. Sd2 Qxd2 3. Se5#
1. ... Qg3! 2. Sa3 Qxa3 3. Se5#

## Тема в жанрі зворотного мату
|   | a | b | c | d | e | f | g | h |   |
| 8 | c8 чорний ферзь · d8 чорний слон · e7 білий кінь · e6 біла тура · f5 чорний пішак · h5 білий ферзь · d4 білий пішак · f4 чорна тура · d3 чорний пішак · f3 білий слон · h3 білий король · f2 білий слон · g2 білий пішак · h2 білий пішак | c8 чорний ферзь · d8 чорний слон · e7 білий кінь · e6 біла тура · f5 чорний пішак · h5 білий ферзь · d4 білий пішак · f4 чорна тура · d3 чорний пішак · f3 білий слон · h3 білий король · f2 білий слон · g2 білий пішак · h2 білий пішак | c8 чорний ферзь · d8 чорний слон · e7 білий кінь · e6 біла тура · f5 чорний пішак · h5 білий ферзь · d4 білий пішак · f4 чорна тура · d3 чорний пішак · f3 білий слон · h3 білий король · f2 білий слон · g2 білий пішак · h2 білий пішак | c8 чорний ферзь · d8 чорний слон · e7 білий кінь · e6 біла тура · f5 чорний пішак · h5 білий ферзь · d4 білий пішак · f4 чорна тура · d3 чорний пішак · f3 білий слон · h3 білий король · f2 білий слон · g2 білий пішак · h2 білий пішак | c8 чорний ферзь · d8 чорний слон · e7 білий кінь · e6 біла тура · f5 чорний пішак · h5 білий ферзь · d4 білий пішак · f4 чорна тура · d3 чорний пішак · f3 білий слон · h3 білий король · f2 білий слон · g2 білий пішак · h2 білий пішак | c8 чорний ферзь · d8 чорний слон · e7 білий кінь · e6 біла тура · f5 чорний пішак · h5 білий ферзь · d4 білий пішак · f4 чорна тура · d3 чорний пішак · f3 білий слон · h3 білий король · f2 білий слон · g2 білий пішак · h2 білий пішак | c8 чорний ферзь · d8 чорний слон · e7 білий кінь · e6 біла тура · f5 чорний пішак · h5 білий ферзь · d4 білий пішак · f4 чорна тура · d3 чорний пішак · f3 білий слон · h3 білий король · f2 білий слон · g2 білий пішак · h2 білий пішак | c8 чорний ферзь · d8 чорний слон · e7 білий кінь · e6 біла тура · f5 чорний пішак · h5 білий ферзь · d4 білий пішак · f4 чорна тура · d3 чорний пішак · f3 білий слон · h3 білий король · f2 білий слон · g2 білий пішак · h2 білий пішак | 8 |
| 7 | c8 чорний ферзь · d8 чорний слон · e7 білий кінь · e6 біла тура · f5 чорний пішак · h5 білий ферзь · d4 білий пішак · f4 чорна тура · d3 чорний пішак · f3 білий слон · h3 білий король · f2 білий слон · g2 білий пішак · h2 білий пішак | c8 чорний ферзь · d8 чорний слон · e7 білий кінь · e6 біла тура · f5 чорний пішак · h5 білий ферзь · d4 білий пішак · f4 чорна тура · d3 чорний пішак · f3 білий слон · h3 білий король · f2 білий слон · g2 білий пішак · h2 білий пішак | c8 чорний ферзь · d8 чорний слон · e7 білий кінь · e6 біла тура · f5 чорний пішак · h5 білий ферзь · d4 білий пішак · f4 чорна тура · d3 чорний пішак · f3 білий слон · h3 білий король · f2 білий слон · g2 білий пішак · h2 білий пішак | c8 чорний ферзь · d8 чорний слон · e7 білий кінь · e6 біла тура · f5 чорний пішак · h5 білий ферзь · d4 білий пішак · f4 чорна тура · d3 чорний пішак · f3 білий слон · h3 білий король · f2 білий слон · g2 білий пішак · h2 білий пішак | c8 чорний ферзь · d8 чорний слон · e7 білий кінь · e6 біла тура · f5 чорний пішак · h5 білий ферзь · d4 білий пішак · f4 чорна тура · d3 чорний пішак · f3 білий слон · h3 білий король · f2 білий слон · g2 білий пішак · h2 білий пішак | c8 чорний ферзь · d8 чорний слон · e7 білий кінь · e6 біла тура · f5 чорний пішак · h5 білий ферзь · d4 білий пішак · f4 чорна тура · d3 чорний пішак · f3 білий слон · h3 білий король · f2 білий слон · g2 білий пішак · h2 білий пішак | c8 чорний ферзь · d8 чорний слон · e7 білий кінь · e6 біла тура · f5 чорний пішак · h5 білий ферзь · d4 білий пішак · f4 чорна тура · d3 чорний пішак · f3 білий слон · h3 білий король · f2 білий слон · g2 білий пішак · h2 білий пішак | c8 чорний ферзь · d8 чорний слон · e7 білий кінь · e6 біла тура · f5 чорний пішак · h5 білий ферзь · d4 білий пішак · f4 чорна тура · d3 чорний пішак · f3 білий слон · h3 білий король · f2 білий слон · g2 білий пішак · h2 білий пішак | 7 |
| 6 | c8 чорний ферзь · d8 чорний слон · e7 білий кінь · e6 біла тура · f5 чорний пішак · h5 білий ферзь · d4 білий пішак · f4 чорна тура · d3 чорний пішак · f3 білий слон · h3 білий король · f2 білий слон · g2 білий пішак · h2 білий пішак | c8 чорний ферзь · d8 чорний слон · e7 білий кінь · e6 біла тура · f5 чорний пішак · h5 білий ферзь · d4 білий пішак · f4 чорна тура · d3 чорний пішак · f3 білий слон · h3 білий король · f2 білий слон · g2 білий пішак · h2 білий пішак | c8 чорний ферзь · d8 чорний слон · e7 білий кінь · e6 біла тура · f5 чорний пішак · h5 білий ферзь · d4 білий пішак · f4 чорна тура · d3 чорний пішак · f3 білий слон · h3 білий король · f2 білий слон · g2 білий пішак · h2 білий пішак | c8 чорний ферзь · d8 чорний слон · e7 білий кінь · e6 біла тура · f5 чорний пішак · h5 білий ферзь · d4 білий пішак · f4 чорна тура · d3 чорний пішак · f3 білий слон · h3 білий король · f2 білий слон · g2 білий пішак · h2 білий пішак | c8 чорний ферзь · d8 чорний слон · e7 білий кінь · e6 біла тура · f5 чорний пішак · h5 білий ферзь · d4 білий пішак · f4 чорна тура · d3 чорний пішак · f3 білий слон · h3 білий король · f2 білий слон · g2 білий пішак · h2 білий пішак | c8 чорний ферзь · d8 чорний слон · e7 білий кінь · e6 біла тура · f5 чорний пішак · h5 білий ферзь · d4 білий пішак · f4 чорна тура · d3 чорний пішак · f3 білий слон · h3 білий король · f2 білий слон · g2 білий пішак · h2 білий пішак | c8 чорний ферзь · d8 чорний слон · e7 білий кінь · e6 біла тура · f5 чорний пішак · h5 білий ферзь · d4 білий пішак · f4 чорна тура · d3 чорний пішак · f3 білий слон · h3 білий король · f2 білий слон · g2 білий пішак · h2 білий пішак | c8 чорний ферзь · d8 чорний слон · e7 білий кінь · e6 біла тура · f5 чорний пішак · h5 білий ферзь · d4 білий пішак · f4 чорна тура · d3 чорний пішак · f3 білий слон · h3 білий король · f2 білий слон · g2 білий пішак · h2 білий пішак | 6 |
| 5 | c8 чорний ферзь · d8 чорний слон · e7 білий кінь · e6 біла тура · f5 чорний пішак · h5 білий ферзь · d4 білий пішак · f4 чорна тура · d3 чорний пішак · f3 білий слон · h3 білий король · f2 білий слон · g2 білий пішак · h2 білий пішак | c8 чорний ферзь · d8 чорний слон · e7 білий кінь · e6 біла тура · f5 чорний пішак · h5 білий ферзь · d4 білий пішак · f4 чорна тура · d3 чорний пішак · f3 білий слон · h3 білий король · f2 білий слон · g2 білий пішак · h2 білий пішак | c8 чорний ферзь · d8 чорний слон · e7 білий кінь · e6 біла тура · f5 чорний пішак · h5 білий ферзь · d4 білий пішак · f4 чорна тура · d3 чорний пішак · f3 білий слон · h3 білий король · f2 білий слон · g2 білий пішак · h2 білий пішак | c8 чорний ферзь · d8 чорний слон · e7 білий кінь · e6 біла тура · f5 чорний пішак · h5 білий ферзь · d4 білий пішак · f4 чорна тура · d3 чорний пішак · f3 білий слон · h3 білий король · f2 білий слон · g2 білий пішак · h2 білий пішак | c8 чорний ферзь · d8 чорний слон · e7 білий кінь · e6 біла тура · f5 чорний пішак · h5 білий ферзь · d4 білий пішак · f4 чорна тура · d3 чорний пішак · f3 білий слон · h3 білий король · f2 білий слон · g2 білий пішак · h2 білий пішак | c8 чорний ферзь · d8 чорний слон · e7 білий кінь · e6 біла тура · f5 чорний пішак · h5 білий ферзь · d4 білий пішак · f4 чорна тура · d3 чорний пішак · f3 білий слон · h3 білий король · f2 білий слон · g2 білий пішак · h2 білий пішак | c8 чорний ферзь · d8 чорний слон · e7 білий кінь · e6 біла тура · f5 чорний пішак · h5 білий ферзь · d4 білий пішак · f4 чорна тура · d3 чорний пішак · f3 білий слон · h3 білий король · f2 білий слон · g2 білий пішак · h2 білий пішак | c8 чорний ферзь · d8 чорний слон · e7 білий кінь · e6 біла тура · f5 чорний пішак · h5 білий ферзь · d4 білий пішак · f4 чорна тура · d3 чорний пішак · f3 білий слон · h3 білий король · f2 білий слон · g2 білий пішак · h2 білий пішак | 5 |
| 4 | c8 чорний ферзь · d8 чорний слон · e7 білий кінь · e6 біла тура · f5 чорний пішак · h5 білий ферзь · d4 білий пішак · f4 чорна тура · d3 чорний пішак · f3 білий слон · h3 білий король · f2 білий слон · g2 білий пішак · h2 білий пішак | c8 чорний ферзь · d8 чорний слон · e7 білий кінь · e6 біла тура · f5 чорний пішак · h5 білий ферзь · d4 білий пішак · f4 чорна тура · d3 чорний пішак · f3 білий слон · h3 білий король · f2 білий слон · g2 білий пішак · h2 білий пішак | c8 чорний ферзь · d8 чорний слон · e7 білий кінь · e6 біла тура · f5 чорний пішак · h5 білий ферзь · d4 білий пішак · f4 чорна тура · d3 чорний пішак · f3 білий слон · h3 білий король · f2 білий слон · g2 білий пішак · h2 білий пішак | c8 чорний ферзь · d8 чорний слон · e7 білий кінь · e6 біла тура · f5 чорний пішак · h5 білий ферзь · d4 білий пішак · f4 чорна тура · d3 чорний пішак · f3 білий слон · h3 білий король · f2 білий слон · g2 білий пішак · h2 білий пішак | c8 чорний ферзь · d8 чорний слон · e7 білий кінь · e6 біла тура · f5 чорний пішак · h5 білий ферзь · d4 білий пішак · f4 чорна тура · d3 чорний пішак · f3 білий слон · h3 білий король · f2 білий слон · g2 білий пішак · h2 білий пішак | c8 чорний ферзь · d8 чорний слон · e7 білий кінь · e6 біла тура · f5 чорний пішак · h5 білий ферзь · d4 білий пішак · f4 чорна тура · d3 чорний пішак · f3 білий слон · h3 білий король · f2 білий слон · g2 білий пішак · h2 білий пішак | c8 чорний ферзь · d8 чорний слон · e7 білий кінь · e6 біла тура · f5 чорний пішак · h5 білий ферзь · d4 білий пішак · f4 чорна тура · d3 чорний пішак · f3 білий слон · h3 білий король · f2 білий слон · g2 білий пішак · h2 білий пішак | c8 чорний ферзь · d8 чорний слон · e7 білий кінь · e6 біла тура · f5 чорний пішак · h5 білий ферзь · d4 білий пішак · f4 чорна тура · d3 чорний пішак · f3 білий слон · h3 білий король · f2 білий слон · g2 білий пішак · h2 білий пішак | 4 |
| 3 | c8 чорний ферзь · d8 чорний слон · e7 білий кінь · e6 біла тура · f5 чорний пішак · h5 білий ферзь · d4 білий пішак · f4 чорна тура · d3 чорний пішак · f3 білий слон · h3 білий король · f2 білий слон · g2 білий пішак · h2 білий пішак | c8 чорний ферзь · d8 чорний слон · e7 білий кінь · e6 біла тура · f5 чорний пішак · h5 білий ферзь · d4 білий пішак · f4 чорна тура · d3 чорний пішак · f3 білий слон · h3 білий король · f2 білий слон · g2 білий пішак · h2 білий пішак | c8 чорний ферзь · d8 чорний слон · e7 білий кінь · e6 біла тура · f5 чорний пішак · h5 білий ферзь · d4 білий пішак · f4 чорна тура · d3 чорний пішак · f3 білий слон · h3 білий король · f2 білий слон · g2 білий пішак · h2 білий пішак | c8 чорний ферзь · d8 чорний слон · e7 білий кінь · e6 біла тура · f5 чорний пішак · h5 білий ферзь · d4 білий пішак · f4 чорна тура · d3 чорний пішак · f3 білий слон · h3 білий король · f2 білий слон · g2 білий пішак · h2 білий пішак | c8 чорний ферзь · d8 чорний слон · e7 білий кінь · e6 біла тура · f5 чорний пішак · h5 білий ферзь · d4 білий пішак · f4 чорна тура · d3 чорний пішак · f3 білий слон · h3 білий король · f2 білий слон · g2 білий пішак · h2 білий пішак | c8 чорний ферзь · d8 чорний слон · e7 білий кінь · e6 біла тура · f5 чорний пішак · h5 білий ферзь · d4 білий пішак · f4 чорна тура · d3 чорний пішак · f3 білий слон · h3 білий король · f2 білий слон · g2 білий пішак · h2 білий пішак | c8 чорний ферзь · d8 чорний слон · e7 білий кінь · e6 біла тура · f5 чорний пішак · h5 білий ферзь · d4 білий пішак · f4 чорна тура · d3 чорний пішак · f3 білий слон · h3 білий король · f2 білий слон · g2 білий пішак · h2 білий пішак | c8 чорний ферзь · d8 чорний слон · e7 білий кінь · e6 біла тура · f5 чорний пішак · h5 білий ферзь · d4 білий пішак · f4 чорна тура · d3 чорний пішак · f3 білий слон · h3 білий король · f2 білий слон · g2 білий пішак · h2 білий пішак | 3 |
| 2 | c8 чорний ферзь · d8 чорний слон · e7 білий кінь · e6 біла тура · f5 чорний пішак · h5 білий ферзь · d4 білий пішак · f4 чорна тура · d3 чорний пішак · f3 білий слон · h3 білий король · f2 білий слон · g2 білий пішак · h2 білий пішак | c8 чорний ферзь · d8 чорний слон · e7 білий кінь · e6 біла тура · f5 чорний пішак · h5 білий ферзь · d4 білий пішак · f4 чорна тура · d3 чорний пішак · f3 білий слон · h3 білий король · f2 білий слон · g2 білий пішак · h2 білий пішак | c8 чорний ферзь · d8 чорний слон · e7 білий кінь · e6 біла тура · f5 чорний пішак · h5 білий ферзь · d4 білий пішак · f4 чорна тура · d3 чорний пішак · f3 білий слон · h3 білий король · f2 білий слон · g2 білий пішак · h2 білий пішак | c8 чорний ферзь · d8 чорний слон · e7 білий кінь · e6 біла тура · f5 чорний пішак · h5 білий ферзь · d4 білий пішак · f4 чорна тура · d3 чорний пішак · f3 білий слон · h3 білий король · f2 білий слон · g2 білий пішак · h2 білий пішак | c8 чорний ферзь · d8 чорний слон · e7 білий кінь · e6 біла тура · f5 чорний пішак · h5 білий ферзь · d4 білий пішак · f4 чорна тура · d3 чорний пішак · f3 білий слон · h3 білий король · f2 білий слон · g2 білий пішак · h2 білий пішак | c8 чорний ферзь · d8 чорний слон · e7 білий кінь · e6 біла тура · f5 чорний пішак · h5 білий ферзь · d4 білий пішак · f4 чорна тура · d3 чорний пішак · f3 білий слон · h3 білий король · f2 білий слон · g2 білий пішак · h2 білий пішак | c8 чорний ферзь · d8 чорний слон · e7 білий кінь · e6 біла тура · f5 чорний пішак · h5 білий ферзь · d4 білий пішак · f4 чорна тура · d3 чорний пішак · f3 білий слон · h3 білий король · f2 білий слон · g2 білий пішак · h2 білий пішак | c8 чорний ферзь · d8 чорний слон · e7 білий кінь · e6 біла тура · f5 чорний пішак · h5 білий ферзь · d4 білий пішак · f4 чорна тура · d3 чорний пішак · f3 білий слон · h3 білий король · f2 білий слон · g2 білий пішак · h2 білий пішак | 2 |
| 1 | c8 чорний ферзь · d8 чорний слон · e7 білий кінь · e6 біла тура · f5 чорний пішак · h5 білий ферзь · d4 білий пішак · f4 чорна тура · d3 чорний пішак · f3 білий слон · h3 білий король · f2 білий слон · g2 білий пішак · h2 білий пішак | c8 чорний ферзь · d8 чорний слон · e7 білий кінь · e6 біла тура · f5 чорний пішак · h5 білий ферзь · d4 білий пішак · f4 чорна тура · d3 чорний пішак · f3 білий слон · h3 білий король · f2 білий слон · g2 білий пішак · h2 білий пішак | c8 чорний ферзь · d8 чорний слон · e7 білий кінь · e6 біла тура · f5 чорний пішак · h5 білий ферзь · d4 білий пішак · f4 чорна тура · d3 чорний пішак · f3 білий слон · h3 білий король · f2 білий слон · g2 білий пішак · h2 білий пішак | c8 чорний ферзь · d8 чорний слон · e7 білий кінь · e6 біла тура · f5 чорний пішак · h5 білий ферзь · d4 білий пішак · f4 чорна тура · d3 чорний пішак · f3 білий слон · h3 білий король · f2 білий слон · g2 білий пішак · h2 білий пішак | c8 чорний ферзь · d8 чорний слон · e7 білий кінь · e6 біла тура · f5 чорний пішак · h5 білий ферзь · d4 білий пішак · f4 чорна тура · d3 чорний пішак · f3 білий слон · h3 білий король · f2 білий слон · g2 білий пішак · h2 білий пішак | c8 чорний ферзь · d8 чорний слон · e7 білий кінь · e6 біла тура · f5 чорний пішак · h5 білий ферзь · d4 білий пішак · f4 чорна тура · d3 чорний пішак · f3 білий слон · h3 білий король · f2 білий слон · g2 білий пішак · h2 білий пішак | c8 чорний ферзь · d8 чорний слон · e7 білий кінь · e6 біла тура · f5 чорний пішак · h5 білий ферзь · d4 білий пішак · f4 чорна тура · d3 чорний пішак · f3 білий слон · h3 білий король · f2 білий слон · g2 білий пішак · h2 білий пішак | c8 чорний ферзь · d8 чорний слон · e7 білий кінь · e6 біла тура · f5 чорний пішак · h5 білий ферзь · d4 білий пішак · f4 чорна тура · d3 чорний пішак · f3 білий слон · h3 білий король · f2 білий слон · g2 білий пішак · h2 білий пішак | 1 |
|   | a | b | c | d | e | f | g | h |   |

FEN: 2qb4/4N3/4R3/5p1Q/3P1r2/3p1B1K/5BPP/8
1. Bc6! ~ 2. Re4+ fe 3. Qg4+ Qxg4#
1. ... D~    2. Bh4! ~ 3. Qg4+ fg#
1. ... Qxc6! 2. Sd5+! Qxd5 3. Qg4+ fg#
1. ... Qxe6! 2. Sg6+! Qxg6 3. Qxg4+ Qxg4#
1. ... Qb8(c7)! 2. Qf3+ Kg5 3. Qg4 fg#